# 1700. pr. Kr.
◄ | 18. stoljeće pr. Kr. | 17. stoljeće pr. Kr. | 16. stoljeće pr. Kr. | ►
◄ | 1730-ih pr. Kr. | 1720-ih pr. Kr. | 1710-ih pr. Kr. | 1700-ih pr. Kr. | 1690-ih pr. Kr. | 1680-ih pr. Kr. | 1670-ih pr. Kr. | ►
◄◄ | ◄ | 1703. pr. Kr. | 1702. pr. Kr. | 1701. pr. Kr. | 1700 pr. Kr. | 1699. pr. Kr. | 1698. pr. Kr. | 1697. pr. Kr. | ► | ►►

## Događaji
- oko ove godine snažan potres na Kreti uništava sva poznata dotadašnja središta; kraj "razdoblja stare palače", početak "razdoblja nove palače" s ponovnom gradnjom novih centara